# Saligny (Yonne)
Saligny és un municipi francès, situat al departament del Yonne i a la regió de Borgonya - Franc Comtat. L'any 2007 tenia 666 habitants.

## Demografia

### Població
El 2007 la població de fet de Saligny era de 666 persones. Hi havia 256 famílies, de les quals 48 eren unipersonals (12 homes vivint sols i 36 dones vivint soles), 88 parelles sense fills, 104 parelles amb fills i 16 famílies monoparentals amb fills.
La població ha evolucionat segons el següent gràfic:
Habitants censats

### Habitatges
El 2007 hi havia 281 habitatges, 254 eren l'habitatge principal de la família, 16 eren segones residències i 11 estaven desocupats. 272 eren cases i 9 eren apartaments. Dels 254 habitatges principals, 215 estaven ocupats pels seus propietaris, 34 estaven llogats i ocupats pels llogaters i 5 estaven cedits a títol gratuït; 1 tenia una cambra, 14 en tenien dues, 30 en tenien tres, 66 en tenien quatre i 143 en tenien cinc o més. 202 habitatges disposaven pel capbaix d'una plaça de pàrquing. A 91 habitatges hi havia un automòbil i a 154 n'hi havia dos o més.

### Piràmide de població
La piràmide de població per edats i sexe el 2009 era:
| Homes | Edats   | Dones |
| ----- | ------- | ----- |
| 0     | 95 o +  | 0     |
| 0     | 90 a 94 | 0     |
| 0     | 85 a 89 | 4     |
| 8     | 80 a 84 | 0     |
| 4     | 75 a 79 | 4     |
| 12    | 70 a 74 | 12    |
| 4     | 65 a 69 | 8     |
| 24    | 60 a 64 | 20    |
| 16    | 55 a 59 | 20    |
| 24    | 50 a 54 | 24    |
| 28    | 45 a 49 | 32    |
| 12    | 40 a 44 | 20    |
| 20    | 35 a 39 | 20    |
| 32    | 30 a 34 | 28    |
| 8     | 25 a 29 | 8     |
| 16    | 20 a 24 | 8     |
| 28    | 15 a 19 | 24    |
| 20    | 10 a 14 | 12    |
| 40    | 5 a 9   | 20    |
| 12    | 0 a 4   | 16    |

## Economia
El 2007 la població en edat de treballar era de 444 persones, 321 eren actives i 123 eren inactives. De les 321 persones actives 295 estaven ocupades (160 homes i 135 dones) i 26 estaven aturades (10 homes i 16 dones). De les 123 persones inactives 59 estaven jubilades, 31 estaven estudiant i 33 estaven classificades com a «altres inactius».

### Ingressos
El 2009 a Saligny hi havia 259 unitats fiscals que integraven 716 persones, la mediana anual d'ingressos fiscals per persona era de 20.722 €.

### Activitats econòmiques
Dels 31 establiments que hi havia el 2007, 3 eren d'empreses alimentàries, 3 d'empreses de fabricació d'altres productes industrials, 7 d'empreses de construcció, 7 d'empreses de comerç i reparació d'automòbils, 1 d'una empresa d'hostatgeria i restauració, 1 d'una empresa immobiliària, 3 d'empreses de serveis, 1 d'una entitat de l'administració pública i 5 d'empreses classificades com a «altres activitats de serveis».
Dels 10 establiments de servei als particulars que hi havia el 2009, 1 era un taller de reparació d'automòbils i de material agrícola, 1 paleta, 2 lampisteries, 2 electricistes, 1 empresa de construcció, 2 perruqueries i 1 saló de bellesa.
L'únic establiment comercial que hi havia el 2009 era una llibreria.
L'any 2000 a Saligny hi havia 3 explotacions agrícoles.

## Equipaments sanitaris i escolars
El 2009 hi havia una escola elemental.

## Poblacions més properes
El següent diagrama mostra les poblacions més properes.